# Милибэнд, Эд
Эдвард Сэмюэл Милибэнд (англ. Edward Samuel Miliband, род. 24 декабря 1969, Лондон) — британский политик, министр энергетической безопасности и углеродной нейтральности (с 2024).
Министр по делам энергетики и изменения климата в 2008—2010, с 25 сентября 2010 по 8 мая 2015 — лидер Лейбористской партии и парламентской оппозиции.

## Биография
Родился в семье известного марксистского теоретика Ральфа Милибэнда, родившегося в Бельгии в семье польских евреев, и Марион Козак, еврейской эмигрантки из Польши. У Эдварда есть старший брат Дэвид Милибэнд — министр иностранных дел Великобритании в 2007—2010 годах. Имеет родственницу в Москве — Софью Давидовну Милибанд.
Эдвард окончил Оксфордский университет (бакалавриат по философии, политологии и экономике) и Лондонскую школу экономики (магистратура по экономике).

### Политическая карьера
В 2004—2005 годах руководитель совета по экономическим вопросам Казначейства Великобритании.
В 2005 году был избран в Палату общин от округа Doncaster North в Саут-Йоркшире, получив 17 531 (55,5 %) голосов против 4875 (15,4 %) у ближайшего преследователя. В 2007 году назначен министром секретариата правительства и введён в Тайный совет, а 3 октября 2008 года занял только что созданный пост министра по делам энергетики и изменения климата. Братья Милибэнды стали первыми братьями-членами одного правительства с 1938 года. В 2010 году переизбран в Палату общин, получив 19 637 (47,3 %) голосов против 8728 (21 %) у ближайшего преследователя.
На выборах нового руководителя Лейбористской партии в августе-сентябре 2010 года Эд Милибэнд победил своего брата Дэвида; в четвёртом туре Эд получил 50,65 % голосов, а Дэвид — 49,35 %. 25 сентября Эдвард стал новым руководителем лейбористов и парламентской оппозиции.
Милибэнд поддерживает вынесенное на референдум предложение о введении преференциального голосования, в то время как его партия расколота по данному вопросу. В Палате общин голосовал за антитеррористические законы, против расследования обстоятельств начала войны в Ираке, за исключение наследственных пэров из Палаты лордов, за избираемую Палату лордов, за введение запрета на курение, за предоставление равных прав представителям сексуальных меньшинств, за замену ракет Трайдент, за введение универсальных идентификационных карт и за дальнейшую интеграцию с Евросоюзом.
8 мая 2015 года после сенсационного поражения лейбористов на парламентских выборах подал в отставку.
5 апреля 2020 года новый лидер партии Кир Стармер при формировании своего теневого кабинета включил в него Милибэнда на должности теневого министра предпринимательства, энергетики и промышленной стратегии.
29 ноября 2021 года Стармер произвёл серию кадровых перестановок в теневом правительстве, в числе прочих мер понизив Милибэнда в должности до теневого министра проблем изменения климата и углеродного нейтралитета.
5 июля 2024 года получил портфель министра энергетической безопасности и углеродной нейтральности в лейбористском правительстве Стармера, сформированном после поражения консерваторов на парламентских выборах.